# Tisma chopardi
Tisma chopardi är en bönsyrseart som beskrevs av Roger Roy 2005. Tisma chopardi ingår i släktet Tisma och familjen Mantidae. Inga underarter finns listade i Catalogue of Life.